# Зарево (Первомайський район)
За́рево (рос. Зарево) — селище у складі Первомайського району Оренбурзької області, Росія.

## Населення
Населення — 249 осіб (2010; 242 у 2002).
Національний склад (станом на 2002 рік):
- росіяни — 50 %
- казахи — 39 %